# 線状降水帯

雨雲レーダー（Xバンド）が示す線状降水帯。2017年7月18日新潟県の例。

平成29年7月九州北部豪雨（2017年7月5日）の例。福岡・大分付近に、激しい雨の領域が掛かり続けた。

線状降水帯（せんじょうこうすいたい：Linear Precipitation BandもしくはTraining (meteorology)）とは気象庁が天気予報等で用いる予報用語で「次々と発生する発達した雨雲（積乱雲）が列をなし、組織化した積乱雲群によって、数時間にわたってほぼ同じ場所を通過または停滞することで作り出される、線状に伸びる長さ50 - 300km程度、幅20 - 50km程度の強い局地的な降水をともなう雨域」である。積乱雲が線状に次々に発生してほぼ同じ場所を通過もしくは停滞し続ける自然現象であり、結果として極端な集中豪雨をもたらし、災害を引き起こす原因となる。
日本のマスコミでこの用語が用いられるようになったのは、平成26年8月豪雨による広島市の土砂災害が最初と見られる。

## 概要
線状降水帯の実体は複数の積乱雲の集合体であり、メソ対流系の一種とされる。「線状降水帯 - 積乱雲群 - 積乱雲」の階層構造をもつ事例もある。局地的な集中豪雨などの原因になっていると見られる。
気象庁気象研究所によるレーダー観測の分析では、1995年から2006年に発生した台風以外の豪雨261件のうち、約6割（168件）は線状降水帯に起因していた。西日本の九州と中四国に多く発生するが、平成16年7月・平成23年7月新潟・福島豪雨や平成16年7月福井豪雨、平成27年9月関東・東北豪雨のように東・中日本でも発生する。発生メカニズムは解明しきれていないものの、発生しやすい4条件として「雲の元となる暖かく湿った空気の流入（湿舌）」「その空気が山や冷たい前線とぶつかるなどして上昇（地形効果や風の収束）」「積乱雲を生みやすい不安定な大気状況（低いSSI）」「積乱雲を流しては生む一定方向の風」が挙げられている。
日本では、集中豪雨発生時に線状の降水域がしばしばみられることが1990年代から指摘されていた。気象研究所の津口裕茂と加藤輝之は、1995年から2009年の4月 - 11月の期間を対象として、日本で起きた集中豪雨事例を客観的に抽出し、降水域の形状についての統計解析を行った。その結果、台風によるものを除き、約3分の2の事例で線状降水帯が発生していることが明らかになった。近年では以下の豪雨で発生している。
- 平成24年7月九州北部豪雨[2]
- 平成25年8月秋田・岩手豪雨[2]
- 平成26年8月豪雨[6]
- 平成27年9月関東・東北豪雨[6] - 台風関与
- 平成29年7月九州北部豪雨[6]
- 平成30年7月豪雨（西日本豪雨）[7]
- 令和2年7月豪雨[8][9]
- 令和6年9月能登半島豪雨

線状降水帯という用語を初めて使用し定義したのは、気象庁気象研究所の加藤輝之らの著書である「豪雨・豪雪の気象学」という2007年に出版された研究者向けの教科書である。それまでは、レインバンドという言葉の中に含まれていた。雲の形状としてはテーパリングクラウド（にんじん雲）とも呼ばれる。形状が仮に線状であっても、前線帯や移動する降雨バンドは線状降水帯と呼ぶことはない。2000年代まで気象学的に定量的な定義は存在せず、適切や英語圏での使用例や英訳も存在しなかった。
下層と中層の風向風速が同じ状況が続き、積乱雲の下降風に伴う冷気塊に乗り上げる形で風上に上昇流が発生し、新たな積乱雲が連鎖的に発生する。長時間同じ発生ポイントから雲が湧き続け、移動しないことが多くある。上層の強い風によって違う方向に流されない限り（または気温、水蒸気等の条件が解消されない限り）長時間同じところに雨が降り続けることになる。
積乱雲（細胞〔セル〕）の世代交代を繰り返しながら全体としては維持され続けるため、熱力学からの観点で見ると散逸構造の一種であるとも言える。

## 分類
中緯度の線状降水帯については内部構造により、
- バックビルディング型
- バックアンドサイドビルディング型
- スコールライン型

に分類される。また、同じ場所に停滞するものと停滞しないものがある。大きさも様々である。基本的にバッグビルディング型を本来の意味での線状降水帯とする。小さな線状降水帯が集まって、大きな線状の帯を形成する場合もある。

## 発生する条件

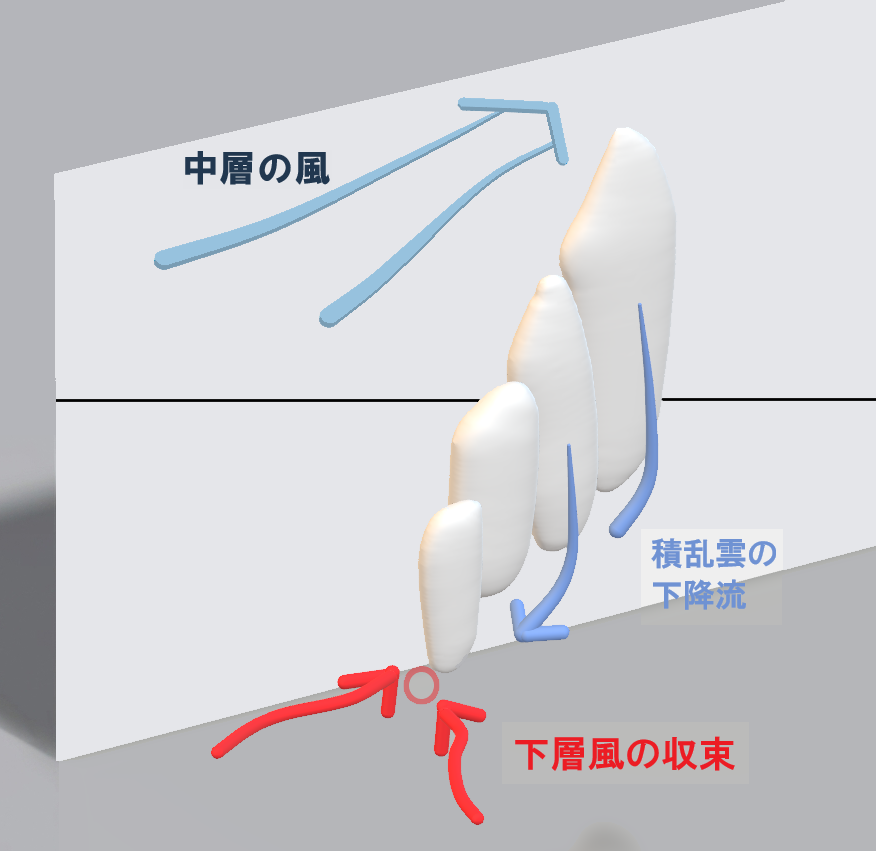
線状降水帯と周辺の気流

線状降水帯の物理システム、発生、維持機構について完全には把握されていないが、いくつかの条件が重なると危険な線状降水帯が発生することが知られている。
1. 2つ以上の方向からの風が、下層で合流（収束）し維持されること
2. 850 hPaの相当温位が342 K以上であること。および、下層500 m高度に入り込む水蒸気の流れる量である水蒸気フラックス量（FLWV）が150 gm-2s-1であること（前線の南に入る湿舌）
3. 自由対流高度（LFC）が1000 m以下であること
4. ストームに相対的なヘリシティ（SREH）が200 m2/s2以上であること
5. 下層の気温が高くSSIが低いこと。地上に気温傾度があること。500 hPa上空との気温差が大きいこと。
6. 降水帯の長軸から見て9時方向(発生点が6時だとする)から乾燥大気が流入すること
7. 同じ気圧配置が長時間継続し、環境場が変わりにくいこと
8. 平衡高度（EL）が3000 m以上であること

以上が発生しやすい条件であるが、5と6は必須ではない。あくまで停滞する線状降水帯が発生しやすいとされる条件である。地形の有無も線状降水帯の発生を助ける（強制上昇）要因となる。
発生する気圧配置の条件として、前線の南側に発生しやすいということが分かっている。しかし前線が無くても、風が合流する場所で小さい線状降水帯が発生する例もある。加えて2つの低気圧が特定の配置をした場合も、中央で手をつなぐように発生する。台風が接近した際に周辺のアウターバンドが線状降水帯になってしまう例もある。留意すべき点として、上述した条件を満たしたからといって必ず発生するわけではなく、また逆に条件を満たしていないからといって絶対に発生しないわけではないこと。
2022年12月27日に開かれた「線状降水帯予測精度向上ワーキンググループ」での報告では、海面水温の前線によって下層大気の温度にも大きな変化が生じ、それにより大気下層の風の収束が強まり、積乱雲の発生に大きく影響している可能性が指摘された。

## 発生しやすい場所と時期
気象庁気象研究所は過去の線状降水帯の発生事例をデータベース化し統計解析を行っている。その結果、日本においては海に面する都道府県が海岸から水蒸気が供給され、発生しやすいことがわかっている。特に九州は東シナ海やフィリピンからの暖湿流やモンスーン気団(インド-中華人民共和国経由)がダイレクトに流入するため発生しやすい。また下層の風向と上層の風向が一致すればさらに発生しやすい。線状降水帯は海洋国家であればどの場所でも発生する可能性はあるが、高気圧の縁に位置しやすい日本列島は地理的にも線状降水帯が発生しやすいと言える。

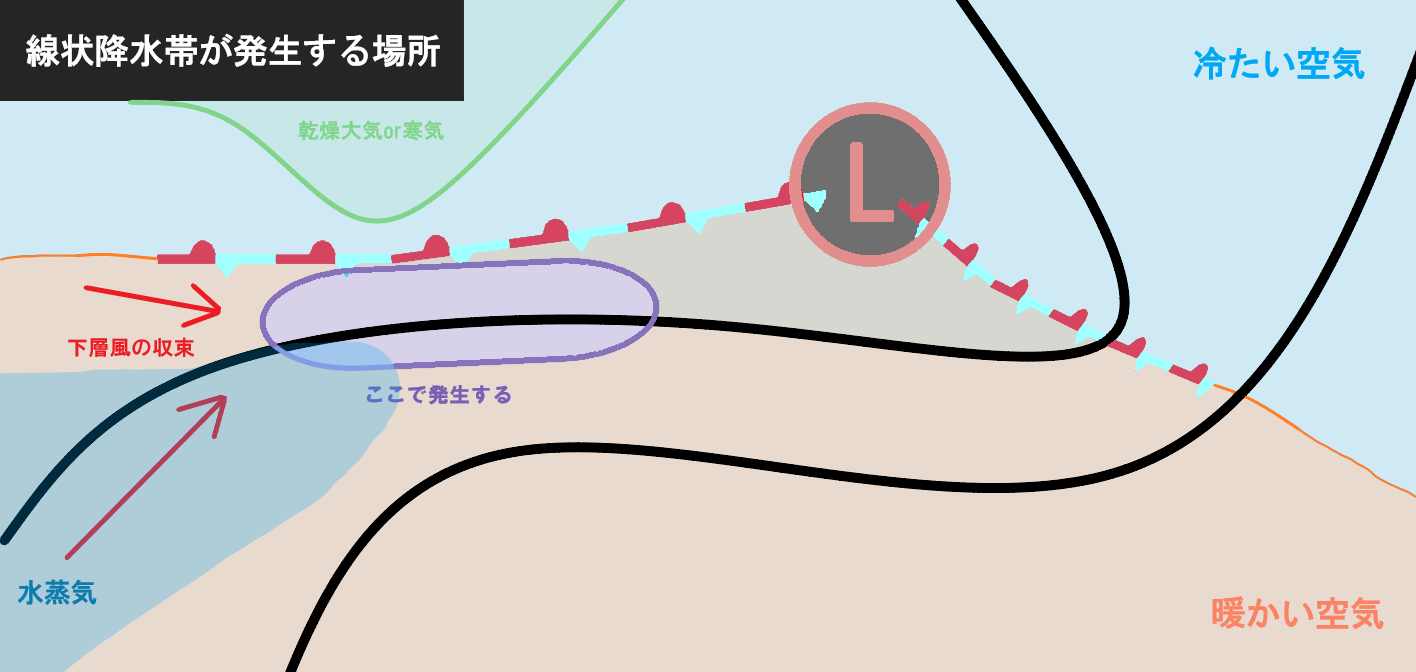
前線の南側に流入する湿舌

時期としては暖湿流が高気圧の縁を周って入り込みやすい雨季、7月上旬が統計上最も発生しやすい。また夏は地上の高温によって上空との気温差を伴い不安定になりやすい。
気象庁気象研究所の過去事例分析では、15年間に発生した約500回の線状降水帯のうち、約74％は夜から翌日朝にかけて発生していたことがわかった。夜間に多い理由は詳しくわかっていないが、1964年の吉田茂(気象研究所予報研究部)による論文では、対流圏下層を吹く「下層ジェット」の風速が夜間から早朝にかけて増大し昼間の2倍に達していることを指摘した。下層ジェットは水蒸気を効率よく運び、積乱雲の初期発生を助けている可能性がある。また気体の放射過程により夜間海域における大気の相対湿度が増大し、下層の空気が凝結高度に達しやすくなるだけでなく、浮力で上昇中の飽和空気塊が周囲の乾燥した空気と混合してつぶれにくくなるに従って、対流雲が発生しやすくなるとされる。加えて先行して上層まで雲がある場合、雲頂から放射冷却によって気温が下がり、地上との気温差が増し小さいながら不安定度が増すこともあるが、影響は小さい。

## 観測・予測・研究

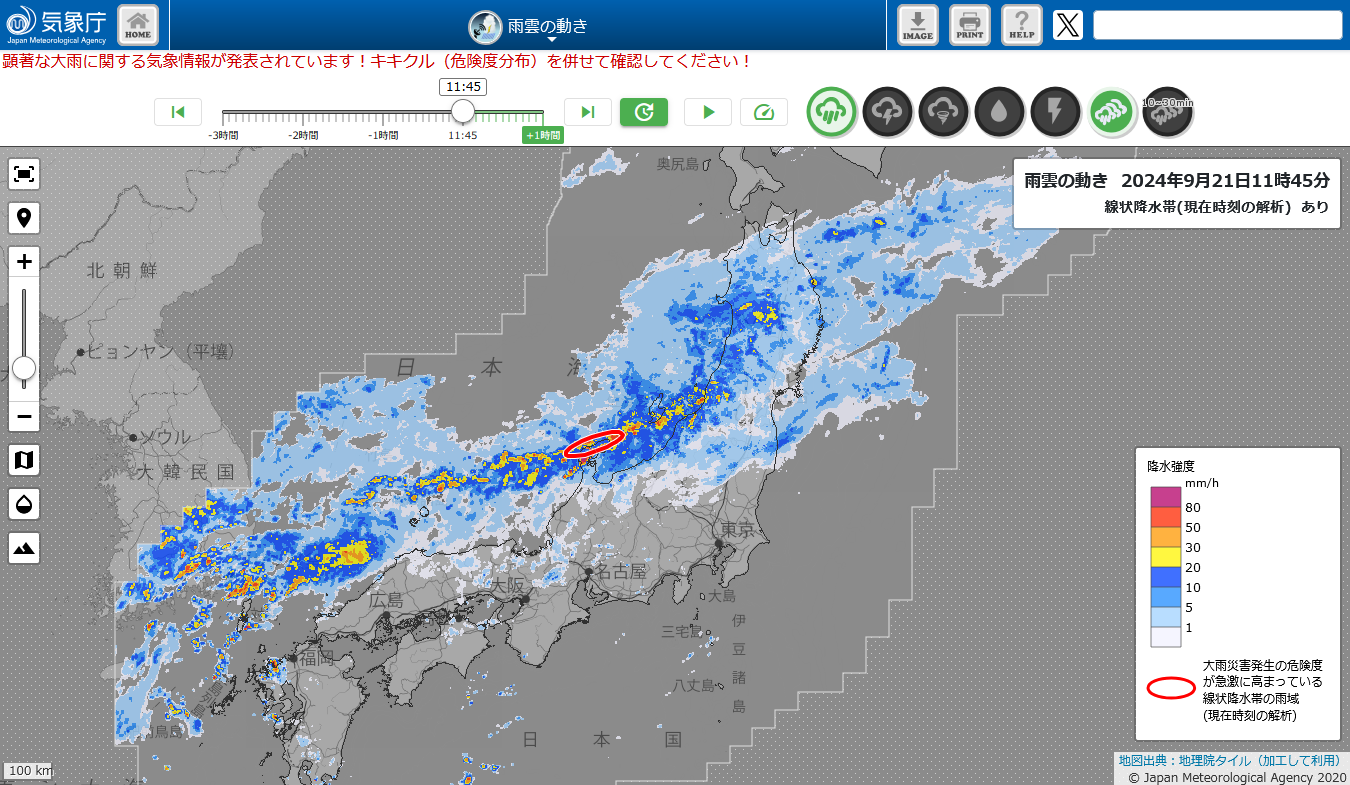
2024年9月21日、石川県に線状降水帯情報が発令された時の画像。赤楕円で囲まれている部分。

日本においては気象庁が2021年6月17日より、大雨による災害発生の危険度が急激に高まりさらに線状降水帯による非常に激しい雨が同じ場所で降り続いている状況で顕著な大雨に関する情報を発表している。防災科学技術研究所が開発した線状降水帯自動検知システムを利用する。また2022年6月1日より「九州北部」など広域な地域を対象に半日程度前からの予測情報（気象情報）の提供を開始、2024年5月27日より都道府県単位に細分化された。ただし都道府県単位での呼びかけについて、2024年度時点で適中率・捕捉率ともに運用開始前の想定を下回っている状況である。
”顕著な大雨に関する情報”が発表される条件としては、以下の4つを全て満たした条件下で自動検知かつ発表される。現状の欠点として、条件を満たせばバックビルディング型線状降水帯でなくとも検知されてしまうという特徴があるが、危険な大雨を捕捉できること自体が有用であるため機能する。
- 前3時間積算降水量が100mm以上である分布域の面積が500km2以上になること
- 形状が線状（長軸・短軸比2.5以上）であること
- 領域内の前3時間積算降水量最大値が150mm以上になること
- その領域の土砂キキクルまたは洪水キキクル(危険度分布)がレベル4以上であること

気象庁は今後の情報改善について線状降水帯による大雨の可能性を伝える事前情報として、2029年までに危険度分布の形式で市町村単位での危険度を把握できるよう半日前からの予測情報提供を目指すとしている。また、2026年には2 - 3時間前を目標としたより早い段階での予測情報の提供を開始するとしている。
日本の複数の研究機関は2019年から線状降水帯に関する発生機構解明研究や包括的観測プロジェクトを共同でスタートさせている。主に九州や関東、西日本全域を研究フィールドとして選定し2023年まで行う。
具体的には下層や中層の水蒸気を観測する「水蒸気ライダー」「マイクロ波放射計」「地デジ波水蒸気観測」や雲の構造を3次元でスキャンする「MP-PAWR」、水滴の形状や湿度を計測する「ビデオゾンデ」、洋上GNSSを搭載した海上観測船といった最新の観測設備を西日本に配備し線状降水帯の雲システムと物理過程を捉える。またGPMやひまわり9号といった気象観測衛星から得られる水蒸気データも利用する。Metop-CやAquaに搭載されている「ハイパースペクトル赤外サウンダ」のデータを大気鉛直の水蒸気分布の把握に利用できないか検討する。航空機からのゾンデ投下も実施する。マイクロ波散乱計から得られる海上風データは数値モデルに取り込む。

GFSで演算された太平洋上で発生する”大気の川”

また、得られた観測データと富岳による大規模シミュレーション実験を通して局地モデル（LFM）の計算式を改善させる。具体的には雲物理過程の改良と積雲対流スキームの改良および高解像度化を実施する。現状でもMSMやLFMである程度線状降水帯が発生するかどうか診断することができるが、実際にどの場所で発生しどのぐらい停滞するか予測することは困難である。加えて人工知能や機械学習を利用した「発生確率、統合ガイダンス」の開発も行い、数値予報の高度化に繋げる。またデータの偏りがなく高精度な初期値の作成とモデル同化も予測の改善に繋がるため、手法を開発している。
2023年3月より、気象庁は数値解析予報システムについて線状降水帯予測に特化したスーパーコンピューターを導入した。
2023年8月には2029年の運用開始が目指されているひまわり10号について、既存の観測機能に加え大気の立体的な構造の観測が可能な赤外サウンダを導入し、線状降水帯を含む気象現象の予測精度の向上を図ることが提言された。
民間気象会社のウェザーニューズは、線状降水帯が発生しやすい条件が揃ったかどうかを、面的に診断して可視化するソフトウェアを導入している。またゲリラ雷雨解析の時代から培った「KN-Expert by LAPLACE」や超局地数値モデルなどを線状降水帯の発生予測に応用している。週間予報には海外や気象庁のモデルがそれぞれ得意とする現象をAIによって補正強化し、時刻的なブレを軽減するアンサンブル予報を取り入れている。

### 迅速な警戒情報と防災対応の強化
気象庁は「顕著な大雨に関する気象情報」の発表タイミングを最大で30分程度前倒しする技術的努力をするとし、より迅速化された情報提供が行われている。大雨特別警報を待つことなく、避難判断を下す補助材料となる。自治体では、ハザードマップや防災アプリによってリアルタイムの雨量情報や避難情報の伝達体制を強化している。

## 発生報告が増えている原因

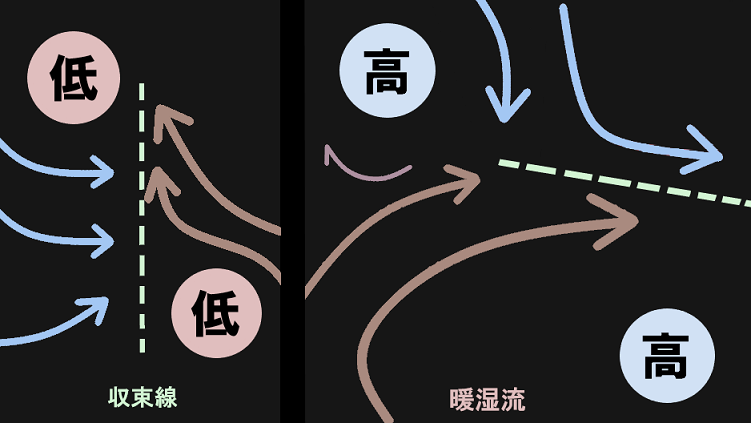
収束線が発生するパターン

線状降水帯自体は昔から発生しているが線状降水帯、特にバックビルディング型の降水形態の発生報告が増えている要因としてはいくつか挙げられる。一つはアメダスや気象レーダーといった観測体制の充実によるものである。また統計解析ができるほどデータの分析手法が高度化したことも要因の一つである。
実際に線状降水帯そのものの発生頻度が増えているという統計解析は無いが、仮に増えている場合は地球温暖化による海面水温の上昇に伴う水蒸気の蒸発量の増加と気温上昇による飽和水蒸気量の増加（水蒸気フィードバック）が線状降水帯の発生を助けている要因の一つと考えられる。また降水系の動きが遅く、停滞して災害をもたらすような現象が増加している場合も何らかの気候変化が影響していると考えられる。また1990年代から知られる地球の水蒸気輸送システムである「大気の川」と呼ばれる現象が温暖化によって強化され、線状降水帯に関係している可能性についても研究が始まっている。エアロゾルと呼ばれる大気汚染物質の微粒子の一つも関与が疑われている。
2023年度中にJAXAとESAは、エアロゾル分布と雲の内部構造までを透視して把握できる気象科学衛星を打ち上げる予定のほか、上述のように2029年までにはひまわり10号が打ち上げられる予定であり、太陽からの荷電粒子や宇宙放射線を観測できるセンサーも搭載される予定であるため雲の発生メカニズム解明により貢献できると期待される。

## 気温上昇と停滞性降水
線状降水帯の危険な特徴としては、その形状そのものよりも、同じ場所で積乱雲が湧き続けることが問題であるとされる。形状はあくまで積乱雲が流された結果として現れるものだからである。温暖化により下層の気温が上昇すると、その場所に含みうる水蒸気量の上限が引き上げられる。すると雨が降っても雲の材料供給がすぐには止まらず、長時間雲の発生条件が解消されにくくなる。
気候変動でよく言及される「降るはずのタイミングと場所で降らない」「雨が止むはずのタイミングで止まない」といった極端な現象の増加は大気中の飽和水蒸気量と関係していると考えられる。